# Ioffe (Mondkrater)

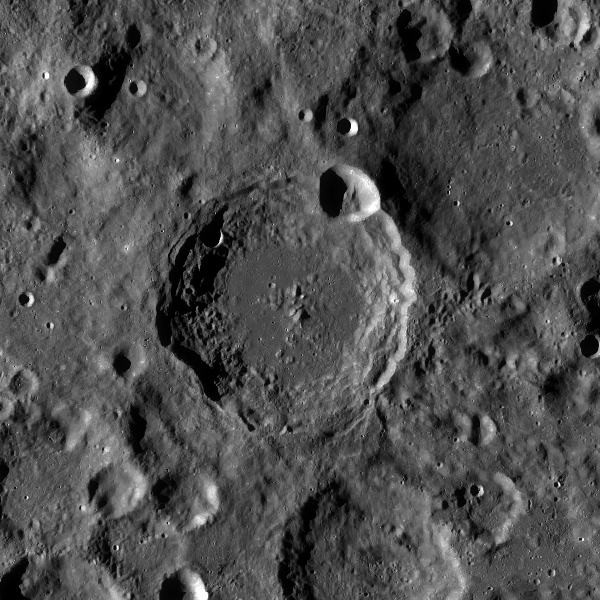

Ioffe ist ein Einschlagkrater auf der Rückseite des Mondes, und kann deshalb von der Erde aus nicht direkt beobachtet werden. Er liegt südlich des großen Kraters Hertzsprung und schließt sich an den südwestlichen Außenwall des Kraters Fridman an, den er leicht überdeckt. Vom südöstlich gelegenen Krater Belopol'skiy trennt ihn nur ein schmaler Geländestreifen.
Ioffe  ist ein relativ junger Krater mit einem klar abgegrenzten Außenrand und abgestuften Innenwänden. Trotz seiner Jugend ist der äußere Rand von nachfolgenden Einschlägen gezeichnet. So liegt ein kleiner Krater an der Stelle des Kraterrands, wo Ioffe mit Fridman verbunden ist. Auch der nordwestliche Rand weist ein Kraterchen auf. Der innere Kraterboden ist relativ eben mit Ausnahme einer niedrigen, unregelmäßigen Hügelkette, die sich von einem Punkt gerade östlich des Mittelpunktes bis zur südsüdwestlichen Kraterinnenwand erstreckt. Von auffallenden Einschlägen ist das Kraterinnere verschont geblieben.